# مسجد الحاج خدارحم
مسجد الحاج خدارحم (بالفارسية: مسجد حاج خدارحم) هو مسجد تاريخي يعود إلى عصر القاجاريون، ويقع في نهاوند.